# Дымчатые летучие мыши
Дымчатые летучие мыши (лат. Furipteridae) — семейство млекопитающих отряда рукокрылых. В семействе 2 рода и 2 вида:
- Amorprochilus
  - Дымчатая летучая мышь (Amorphochilus schnablii Peters, 1877)[1], распространена на побережье Перу, в северном Чили, островах Галапагос (Эквадор).
- Furipterus
  - Беспалая летучая мышь (Furipterus horrens (F. Cuvier))[1],  распространена от Коста-Рики до Перу, в восточной Бразилии, острове Тринидад.

## Общее описание
Небольшие зверьки: длина тела 3,3—5,8 см, хвоста 2,4—3,6 см; вес от 3 до 5 грамм. Характерным признаком является рудиментарный большой палец кисти, который полностью включён в летательную перепонку. Над перепонкой выдаётся только небольшой нефункционирующий коготь. Глаза маленькие, почти незаметные. Уши небольшие, округлые, с треугольным козелком. Носовой листок редуцирован; у Amorphochilus schnablii на морде и нижней губе имеются бородавчатые кожные выросты. Ноздри округлые или треугольные, открывающиеся вниз. Крылья длинные. Хвост полностью включён в межбедренную перепонку. Волосяной покров довольно грубый, бурый или серо-бурый, тёмно-серый, серовато-голубой, с чуть более светлым брюшком. Зубов 36.

## Образ жизни
Распространены в неотропической зоне Южной Америки, встречаясь от равнинных дождевых лесов до засушливых пустынь запада континента (Amorphochilus schnablii). Furipterus horrens предпочитает влажные местообитания. Экология изучена крайне слабо. Днюют в пещерах или заброшенных постройках человека, иногда — в дуплах деревьев, собираясь колониями в 100—300 особей. Внутри колонии разделены на меньшие группы из 4—30 особей. Питаются исключительно насекомыми, в основном чешуекрылыми, охотясь на высоте 1—5 м над поверхностью земли. Ультразвуковые сигналы короткие и высокочастотные.
В ископаемом виде неизвестны.